# 청자 음각 ‘효문’명 연화문 매병
청자 음각 ‘효문’명 연화문 매병(靑磁 陰刻‘孝文’銘 蓮花文 梅甁)은 서울특별시 용산구, 삼성미술관 리움에 있는 고려시대에 만들어진 청자 매병이다. 1990년 5월 21일 대한민국의 국보 제252호로 지정되었다.

## 개요
고려시대 만들어진 청자 매병으로 높이 27.7cm, 아가리 지름 5.3cm, 밑 지름 10.6cm이다.
작고 나지막한 아가리가 달린 고려시대의 전형적인 매병으로, 팽배하게 벌어진 어깨가 부드럽게 흘러내린 균형 잡힌 모습을 보이고 있다.
무늬는 가는 선만으로 새겼는데, 어깨 위에는 꽃봉오리 띠를 둘러 공간을 나누고, 그 안에 연꽃 덩굴무늬를 넣었다. 몸통 전면 4곳에 연꽃 가지를 큼직하게 새겼는데, 연꽃·연잎·연줄기·연밥으로 구성된 화려하고 사실적인 연꽃무늬이다. 밑둥에는 겹 연꽃무늬와 번개무늬 띠가 있다.
유약은 밝고 투명하면서 차분한 느낌을 주는 비색을 고르게 칠했다. 굽바닥 한 모서리에 ‘효문(孝文)’이라는 만든 사람의 이름이 쓰여 있어, 전라북도 부안군 유천리 가마터에서 만든 것임을 알 수 있다.
이 청자는 고려 청자 매병 가운데 모양과 무늬, 유약 색이 빼어날 뿐 아니라 그 제작지까지 확실하게 보여주는 예로, 12세기 비색 청자 절정기를 보여주는 작품이다. 

## 같이 보기
- 고려청자

## 참고 자료
- 청자 음각 ‘효문’명 연화문 매병 - 국가유산청 국가유산포털